# Armfield-Syndrom
Das Armfield-Syndrom ist eine sehr seltene angeborene, zu den Nicht-syndromalen X-chromosomalen mentalen Retardierungen zählende Erkrankung mit den Hauptmerkmalen geistige Retardierung, Minderwuchs, Epilepsie und Akromikrie.
Die Bezeichnung bezieht sich auf den Erstautoren der Erstbeschreibung aus dem Jahre 1999 durch die US-amerikanischen Ärzte Kim Armfield, Retecher Nelson, Herbert A. Lubs und Mitarbeiter.

## Verbreitung
Die Häufigkeit wird mit unter 1 zu 1.000.000 angegeben, bislang wurde eine Familie beschrieben. Die Vererbung erfolgt X-chromosomal-rezessiv.

## Ursache
Der Erkrankung liegen Mutationen im FAM50A-Gen auf dem X-Chromosom Genort q28 zugrunde.

## Klinische Erscheinungen
Klinische Kriterien sind:
- geistige Behinderung
- Minderwuchs
- zerebrale Krämpfe
- Akromikrie (kleine Hände und Füße)

Hinzu können Glaukom, Katarakt oder Gaumenspalte kommen.